# Minoría dominante
Una minoría dominante es un grupo social minoritario que tiene el poder político, económico o cultural sobre el resto de la sociedad, a pesar de representar una pequeña fracción de la población total.
El término también se utiliza para referirse a un grupo étnico minoritario definido por sus características raciales, nacionales, religiosas o culturales que domina sobre otros grupos. Un ejemplo notable fue Sudáfrica durante el régimen del apartheid, donde los blancos sudafricanos o afrikáneres mantenían el control del país a pesar de que nunca llegaron a constituir más del 22 % de la población.